# امپایر، میدان لستر

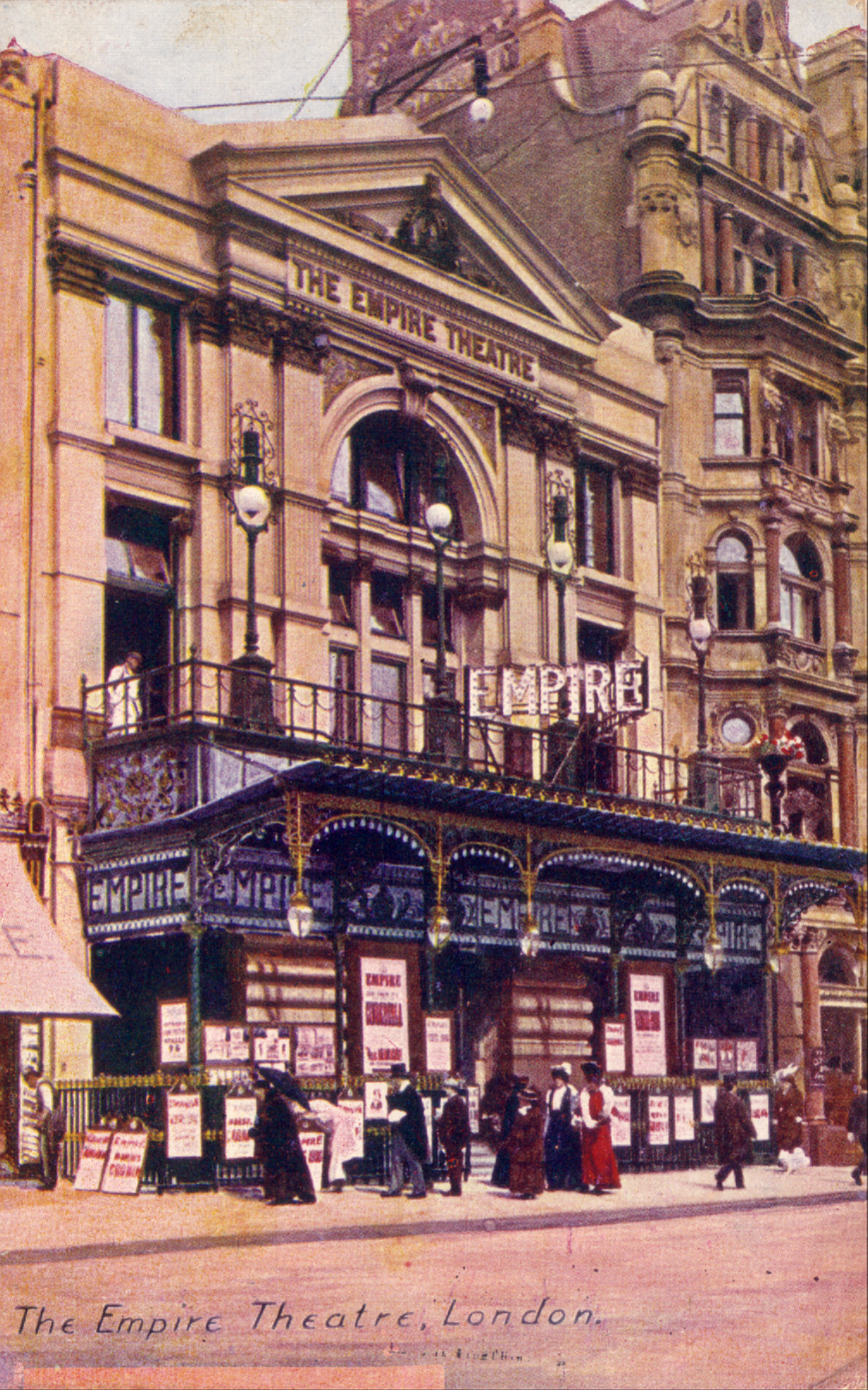
سالن تئاتر امپایر در سال ۱۹۰۵

امپایر (انگلیسی: Empire) یک سینما در شمال میدان لستر در وست‌مینستر، لندن است.
این سینما که در ۱۷ آوریل ۱۸۸۴ تأسیس شده است تا سال ۱۹۲۷ برای اجرای تئاتر استفاده می‌شده اما از سال ۱۹۲۸ تاکنون به سالن سینما تغییر کاربری داده و هم‌اکنون دارای ۹ سالن سینما تمام دیجیتال می‌باشد.